# Gernot Busch
Gernot Busch (* 1943 in Grimma) ist ein deutscher Wirtschaftsingenieur.

## Leben
Busch studierte nach dem Abitur in Hamburg von 1963 bis 1969 Wirtschaftsingenieurwesen an der Technischen Universität Berlin mit Abschluss als Diplom-Ingenieur. Es folgte bis 1975 ein Zusatzstudium der Volkswirtschaftslehre in Bochum und Kiel. Gleichzeitig war er als freiberuflicher Unternehmensberater tätig. Nach Studienabschluss arbeitete er bei verschiedenen Medienunternehmen in leitender Funktion im Verlagsbereich bei der Axel Springer AG und der Hamburger Morgenpost, danach als Geschäftsführer im Bereich Kabelverbreitung der Urbana Fernwärme-, Haus- und Medientechnik GmbH in Hamburg. Seit 1988 publiziert Gernot Busch in einer Reihe von Fachzeitschriften zu den Themen Medientechnologie, Medien-Marketing und Medienordnung.
Ab 1988 wandte er sich der Technologie der Programmverteilung über Satellit zu. Von 1988 an war er Marketing-Manager der SES Société Europénnes des Satellites S. A. in Betzdorf (Luxemburg), der Betreibergesellschaft der Astra-Satelliten. Er wirkte maßgeblich am Aufbau des Branchenverbandes „Arbeitsgemeinschaft Satellitenempfang“ (AG Sat) mit. 1990 wechselte er als Geschäftsführer zur Astra-Marketing GmbH nach Eschborn. Während seiner Tätigkeit baute er Astra zur führenden Plattform für den Fernsehempfang über Satellit im deutschsprachigen Raum aus.
Ab 2000 war er kurzzeitig Managing Director für Mobilitätsdienste bei der Daimler-Chrysler-Service AG in Berlin, seit 2002 ist er Geschäftsführer der Busch Media Consulting in Frankfurt mit dem Schwerpunkt der Definition von Marketingzielen und ihrer Umsetzung.
2008 promovierte er an der Comenius-Universität Bratislava an der Fakultät für Managementwissenschaften.

## Verbandstätigkeit
Busch war Berater des Zentralverbands der Deutschen Elektro- und Informationstechnischen Handwerke (ZVEH) und seit 1995 Mitglied des Beirats des Zentralverbands Elektrotechnik- und Elektronikindustrie (ZVEI). Von 1998 bis 2005 gehörte er der Mitgliederversammlung der Initiative Digitaler Rundfunk (IDR)des Bundesministeriums für Wirtschaft und Technologie an und war zudem Beauftragter für Netze und Aktionsfelder sowie Ansprechpartner für Rechtsfragen. Von 2005 bis 2009 vertrat er in der Mitgliederversammlung des Forums Digitale Medien (FDM), im Organisationskomitee und in der AG Digitalisierung des Bundesministeriums für Wirtschaft und Energie die Interessen des ZVEH. 
Busch war lange Zeit Vorsitzender des Vorstandes der Bezirksgruppe Rhein-Main des Bundesverbandes Deutscher Volks- und Betriebswirte (bdvb e.V.), sowie Mitglied des Beirates des Wirtschaftsclubs Rhein-Main e.V. Er unterstützt im Rahmen der Business Angels Frankfurt/Rhein-Main e.V. erfolgversprechende Unternehmensgründungen mit Rat und Tat. Durch die Anregung und Organisation von Veranstaltungs-Kooperationen mit ähnlichen ökonomischen und bürgernahen ausgerichteten Interessenverbänden und -vereinen in der Region Rhein-Main wird deren Bekanntheitsgrad und der Mehrwert für ihre Mitglieder nachhaltig erhöht.

## Ehrungen
- 1994: Golden Antenna (Zlote Anteny) des TV-Sat-Magazyns, Lodz/Polen
- 1997: Ehrenmedaille des ZVEH in Silber
- 2005: Verdienstorden des Großherzogtums Luxemburg (Officier de l´Ordre de Merite du Grand-Duche de Luxembourg), für seinen Einsatz zur Verbreitung des Satellitenfernsehens über ASTRA in Europa.
- 2012: Verdienstkreuz am Bande der Bundesrepublik Deutschland[1] für seinen Einsatz zur Digitalisierung des Rundfunks in Deutschland.

## Werke
- G. Busch: Die Einführung des Satellitendirektempfangs in Deutschland über ASTRA. VISTAS Verlag, Berlin 2009, ISBN 978-3-89158-495-8.